# Friedrichstraße (Düsseldorf)
Die Friedrichstraße ist eine verkehrsreiche Straße in Düsseldorf, der Hauptstadt von Nordrhein-Westfalen.
Sie liegt südlich vom Stadtteil Stadtmitte. In ihrer gesamten Länge ist sie die westliche Grenze zwischen den Stadtteilen Unterbilk und Friedrichstadt.

## Name und Lage
Die Straße wurde wie der Stadtteil Friedrichstadt zu Ehren des preußischen Königs Friedrich II. „Friedrichstraße“ genannt. Kolportiert wurde jedoch, dass sie nach dem Pferdeäpfelvorfall König Friedrich Wilhelm IV. gewidmet worden sei, um die Stadt Düsseldorf in dessen Gunst wieder steigen zu lassen. Die Friedrichstraße beginnt am Graf-Adolf-Platz und endet an der Unterführung des Bahndamms am Bilker Bahnhof. Der westliche Bereich der Straße gehört zu Unterbilk während der östliche Teil in der Friedrichstadt liegt.
Die mehrspurige Straße verläuft von Nord nach Süd, sie ist 1041 Meter lang. Fast in der gesamten Länge ist sie eine Einbahnstraße mit Fahrtrichtung nach Norden. Lediglich der letzte kleine Bereich ab der Bachstraße bis zur Bahnunterführung am Bilker Bahnhof kann in beiden Richtungen befahren werden. In diesem Abschnitt wird die Friedrichstraße mit dem Gegenstück, der aus dem Norden Richtung Süden führenden Einbahnstraße Elisabethstraße, zur Merowingerstraße zusammengeführt. Da sich zwischen den Fahrtrichtungen Gleiskörper mit Grünanlagen der U-Straßenbahn Wehrhahn-Linie befinden, sind beide Fahrtrichtungen trotzdem als Einbahnstraßen deklariert.

## Infrastruktur
Die Friedrichstraße war bis 2016 eine auf ganzer Länge mindestens dreispurige Einbahnstraße mit zwei Durchgangsfahrstreifen, die dank annähernd unterbrechungsfreier grüner Welle und eigenen Fahrstreifen für Abbieger eine hohe Verkehrslast bewältigte. Sie entlastete zusammen mit ihrem Gegenstück, der westlich benachbarten Elisabethstraße, die beiden östlichen Einfallstraßen Corneliusstraße (L 52) und Berliner Allee. Mit Eröffnung der bis auf zwei Haltestellen unterirdisch verkehrenden Stammstrecke 3 wurde das bisher auf dem linken der beiden Durchgangsfahrstreifen befindliche Straßenbahngleis versiegelt und kurz darauf ein Durchgangsfahrstreifen teils zur 1,60 m breiten Fahrradspur umorientiert, sodass die Friedrichstraße auf vielen Abschnitten nur noch einspurig verläuft.
Ab der Kreuzung mit der Bilker Allee werden Friedrichstraße und Elisabethstraße wieder zu einer durchgehenden, in beide Richtungen befahrbaren, vierspurigen Straße zusammengeführt. Hinter der Kreuzung Bachstraße trägt auch der bauartbedingt visuell zur Elisabethstraße gehörende Abschnitt den Namen der Friedrichstraße. In diesem Bereich befindet sich zwischen den beiden Fahrtrichtungen die Rampe für den Eintritt und Austritt des Bahnkörpers in den Untergrund und die Gleise der ab hier nun oberirdisch nach Süden verlaufenden Straßenbahn.
Kurz hinter diesem Abschnitt gabelt sich die Friedrichstraße in die südwestlich verlaufende, ebenfalls belebte Einkaufs- und Anwohnerstraße Aachener Straße, mittig in die Nord-Süd-Achse Merowingerstraße (welche in den Südring (B 326) mündet) und die südöstlich verlaufende Brunnenstraße, die ihrerseits kurz darauf mit der Heeresbachstraße zur ebenfalls belebten Einkaufs- und Anwohnerstraße Himmelgeister Straße fusioniert.
Die Friedrichstraße zählt zu den umsatzstärksten zentrumsnahen Einkaufsstraßen Düsseldorfs. Eine Vielzahl von Geschäften deckt sowohl den täglichen Bedarf an Konsumgütern wie auch die Versorgung mit langlebigen Waren ab. Eines der Zentren für den Einkauf dieser Güter sind die 2008 neu eröffneten Düsseldorf Arcaden vor dem Bahndamm am Bilker Bahnhof. Diverse Gastronomiebetriebe sind im gesamten Bereich der Straße ebenfalls angesiedelt.
Die Friedrichstraße wird aufgrund vieler Faktoren derzeit zu den gefährlicheren, unübersichtlichen und für alle Verkehrsteilnehmer beschwerlich befahrbaren Straßen gezählt (Stand: Mai 2018). Durch den Wegfall der Straßenbahn und somit der Haltestellen mit damit verbundenen Ampeln und Fahrbahnmarkierungen ist es für die Fahrzeugführer häufig schwierig, zwischen den noch deutlich im Asphalt sichtbaren Fahrbahnmarkierungen des alten Fahrstreifenverlaufs und den noch gültigen, aber nur noch blass erkennbaren Markierungen zu unterscheiden.
Mit den nicht immer dem Fahrstreifenverlauf folgenden, noch vorhandenen, aber versiegelten Straßenbahnschienen besteht ein weiterer Einfluss, der das Befahren unübersichtlicher macht. Das ständige Entstehen und Wegfallen von weiteren Fahrstreifen und der damit verbundenen S-Kurven der/des Durchgangsfahrstreifen erhöhen die Wahrscheinlichkeit eines unbeabsichtigten Fahrstreifenwechsels und eines Unfalls. Ebenso führten in der Vergangenheit unangekündigte oder nicht frühzeitig angezeigte Fahrbahnverengungen sowie Fahrstreifenfusionierungen zu brenzligen Situationen und Blechschäden.
Parkplatzsuchende und die Blockade eines Durchgangsfahrstreifen verursachen oft zähfließenden Verkehr. Parkende Kraftwagen am Straßenrand sowie in zweiter Reihe und Lieferverkehr für die Geschäfte verengen die Fahrbahn, sodass Fahrzeuge oft kurzfristig auf den Radweg ausweichen. Radfahrer wiederum weichen, vor allem wegen des Lieferverkehrs, auf die Gehwege aus, die mit weniger als 1,50 m Breite aufgrund der Vielzahl von Passanten ohnehin oft als zu schmal empfunden werden.
Die Friedrichstraße galt schon kurz nach Einführung der Radfahrspur als Unfallschwerpunkt.

## Geschichte

### Bis 1891

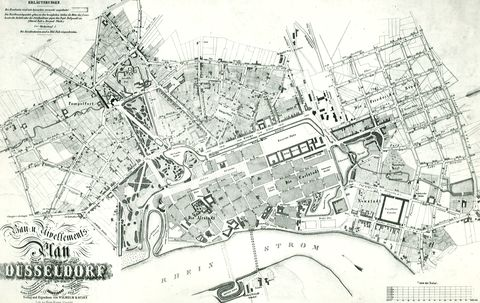
Stadtplan 1854 / Bau- und Nivellements-Plan über die Erweiterung der Stadt Düsseldorf

Bis Mitte des 19. Jahrhunderts war das Gebiet südlich von Stadtmitte noch nicht städtebaulich erschlossen. Zwar war ab 1831 bereits für das Gebiet der späteren Friedrichstadt ein erster Bebauungsplan erstellt worden, jedoch wurde erst 1846 mit der Erschließung des Geländes begonnen. Mit königlichem Erlass vom 22. Mai 1852 wurden als Namen für die zwei westlichen Nord-Süd-Straßen im Neubaubereich Elisabeth- und Friedrichstraße vorgegeben. Ab 3. Juli 1854 folgte die offizielle Genehmigung des Bebauungsplans und die Anlegung des neuen Stadtbereiches begann.

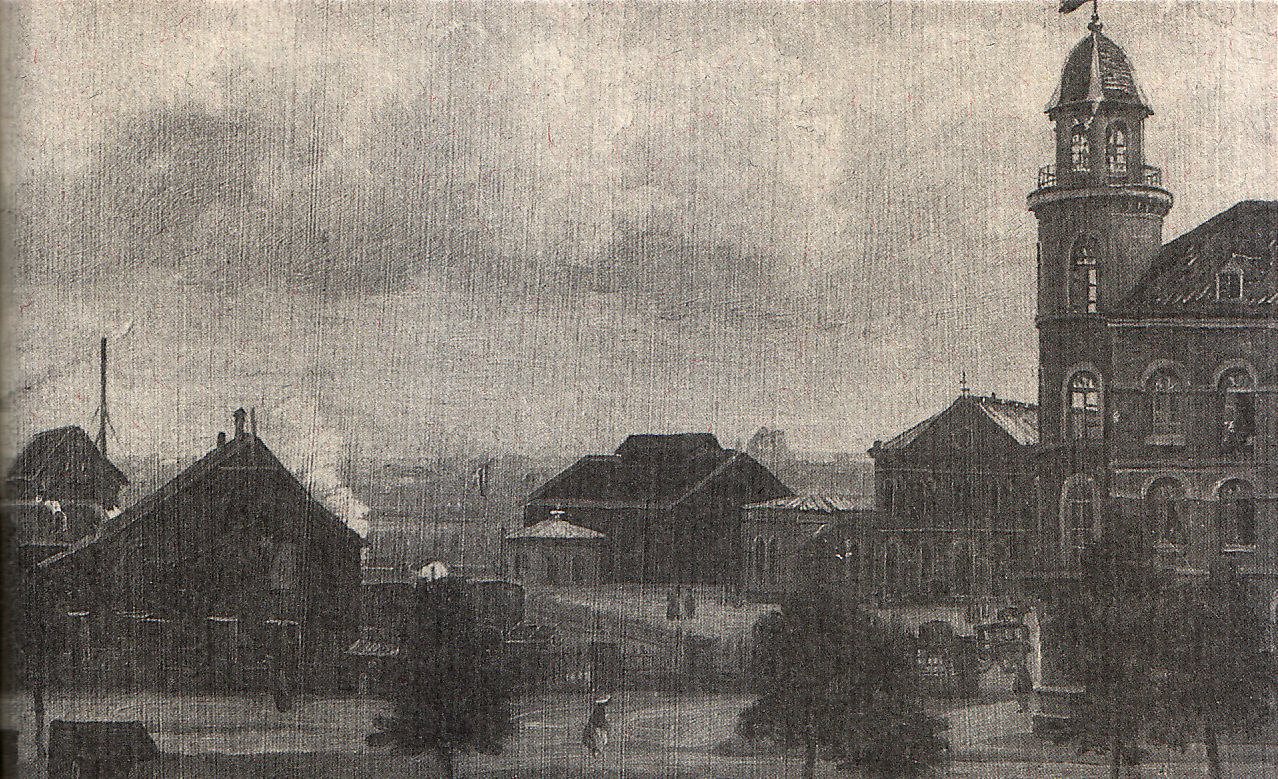
Düsseldorf, Friedrichstraße, Europäischer Hof, Ende 19. Jahrhundert

Aus dem Stadtplan von 1854 ist ersichtlich, dass eine schachtbrettartige Anordnung der Straßen für die erste Phase der Anlegung des neuen Stadtteils geplant war. Zuerst erstreckte sich das Gebiet im Westen von der Friedrichstraße bis zum Osten an der späteren Corneliusstraße. Im Norden war das neue Stadtgebiet zu dieser Zeit von den Bahnhöfen und Gleisen der Düsseldorf-Elberfelder Eisenbahn-Gesellschaft und der Köln-Mindener Eisenbahn-Gesellschaft begrenzt. Der Graf-Adolf-Platz und die Graf-Adolf-Straße konnten erst später nach dem Rückbau der Anlagen für die Eisenbahn angelegt werden.
Im Süden endete der zu bebauende Bereich zunächst an der Bilker Allee. Als Querstraßen waren Trassen für die späteren Luisenstraße, Herzogstraße, Fürstenwall und Kirchfeldstraße geplant. Zwischen dem Stationsgebäude der Köln-Mindener Eisenbahn, das auf dem Grundstück Friedrichstraße Nr. 2 lag, war vor der Kreuzung mit der Luisenstraße nur Platz für das Eckgrundstück Nr. 4. Diese Querstraße hatte 1859 noch den Namen Eller Straße wurde aber 1865 bereits Luisenstraße genannt und damals Louisenstraße geschrieben.
1859 sind neben der Friedrichstraße lediglich bereits die Herzogstraße und die Bilker Allee namentlich nachweisbar. Der Kirchplatz wurde zwar bereits angeführt, jedoch war diese Gegend noch weitgehend unbebaut. Zu diesem Zeitpunkt waren auf der Westseite der Friedrichstraße bis zur Herzogstraße die Häuser Nr. 1 bis 61 alle schon errichtet worden. Im Gebäude Nr. 1 am Anfang der Westseite der Friedrichstraße und Ecke Thurmstraße war bereits 1859 eine Gaststätte nachweisbar. Dieses Gebäude war 1860 zum Hotel „Europäischer Hof“ erweitert worden, der unter verschiedenen Pächtern und Eigentümern bis zum Zweiten Weltkrieg eine bekannte Herberge in diesem Bereich der Stadt war, die gleichnamige Gaststätte bestand noch in den 1970er Jahren.
Auf der Ostseite lag als Gebäude Nr. 2 an der Thurmstraße das bereits vor 1854 errichtete Stationsgebäude der „Köln-Mindener Eisenbahn-Gesellschaft“ gefolgt vom Gebäude Nr. 4. Zwischen letzterem Gebäude und der Nr. 6 war 1865 bereits die Luisenstraße, damals Louisenstraße geschrieben, angelegt. Es folgten die bereits errichteten Häuser Nr. 10 bis 44. Letzteres Gebäude Nr. 44 war das 1867 bis 1870 angelegte Kloster der Dominikaner einschließlich Kapelle. Nach der Kreuzung mit der Herzogstraße bis zur Bilker Allee waren bis zu diesem Zeitpunkt nur im nördlichen Bereich einige wenige Häuser errichtet worden.
Nach der ersten Bauphase bis Mitte 1865 lebten in diesem neuen Stadtbereich an der Friedrichstraße bereits 596 Bewohner. 1870 wechselte der Orden im „Kloster Friedrichstraße Nr. 44“. Statt der Dominikaner benutzte nun der Orden der „Töchter vom heiligen Kreuz“ dieses Haus bis zu ihrem Umzug zum „Stiftplatz/Straße Altestadt“ 1877. 1876 war weiterhin im Gebäude Nr. 42 von den Nonnen des Ordens der „Töchter vom heiligen Kreuz“ eine private Mädchenschule für kurze Zeit eingerichtet worden. Bedingt durch den Kulturkampf in Preußen hatte im Klostergebäude Friedrichstraße Nr. 44 nach dem Auszug der Nonnen bis 1883 für einige Jahre kein anderer Orden seine Niederlassung. Erst ab 1884 benutzte mit den „Armen Dienstmägden Jesu Christi“ wieder ein katholischer Orden das Kloster mit der Josefskapelle. Dieser Nonnenorden ist bis 1905 an dieser Stelle nachweisbar, bevor die Dominikaner wieder das Kloster übernahmen.

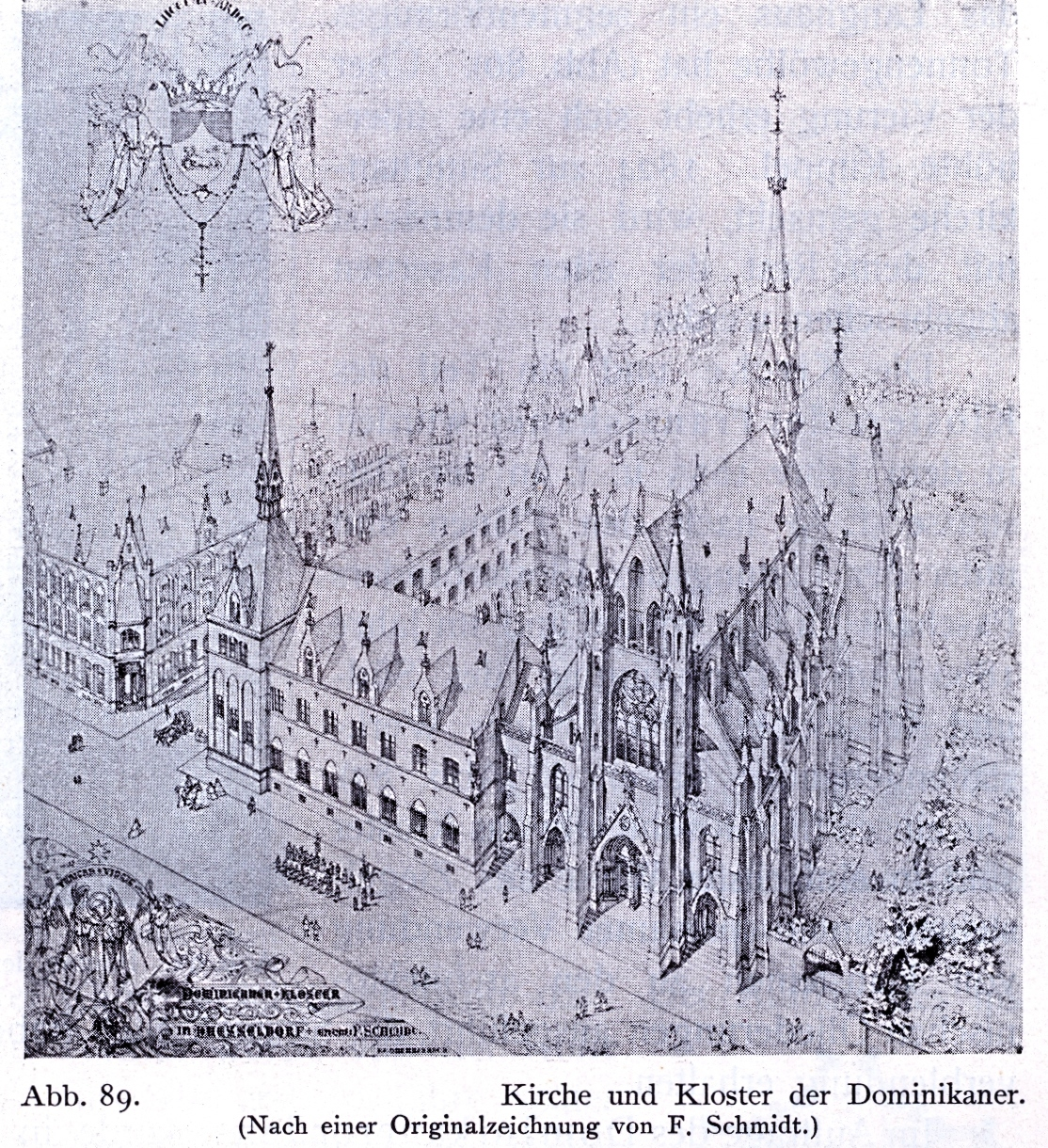
Dominikanerkloster an der Ecke Friedrichstraße/Herzogstraße in Düsseldorf

Für die Anlegung und den Ausbau der Friedrichstraße wurden 1876 die Straßenkreuzungen mit der Luisenstraße, der Herzogstraße und der Kirchfeldstraße gepflastert. Bereits 1877 nahm eine „Pferde-Eisenbahn“ auf der Strecke Burgplatz über Bahnhof Bergisch-Märkische Eisenbahn-Gesellschaft zum Floragarten durch die Friedrichstraße ihren Betrieb auf. Hierfür wurden von der Stadtverwaltung erforderliche Umarbeitungen am Straßenpflaster durchgeführt. Kurz nachdem der Betrieb ab Burgplatz aufgenommen worden war, musste jedoch dieser auf dem Nordteil der Strecke bis zur Trasse der Eisenbahn wieder eingestellt werden. Grund war, dass eine ebenerdige Fahrt über die hier vorhandenen Gleise der Eisenbahn nicht zulässig war. Erst nach einem Umbau der Streckenführung wurde am 6. September 1888 die Verbindung ab und zum Burgplatz wieder eröffnet. Die Passagiere mussten jedoch vor und nach den Gleisen der Eisenbahn aussteigen und diese zu Fuß überqueren.
Mit der zunehmenden Bebauung wurden Anfang der 1880er Jahre neben der teilweise bereits bebauten Luisenstraße und Herzogstraße auch die Trassen der anderen östlich verlaufenden Querstraßen, die der Fürstenwallstraße, später nur Fürstenwall genannt, und der Kirchfeldstraße angelegt. Beide Straßen waren bereits vorher im Bereich der westlicher liegenden „Neustadt“ zwar vorhanden, aber noch nicht bis zur Friedrichstraße und darüber hinaus ausgebaut worden.

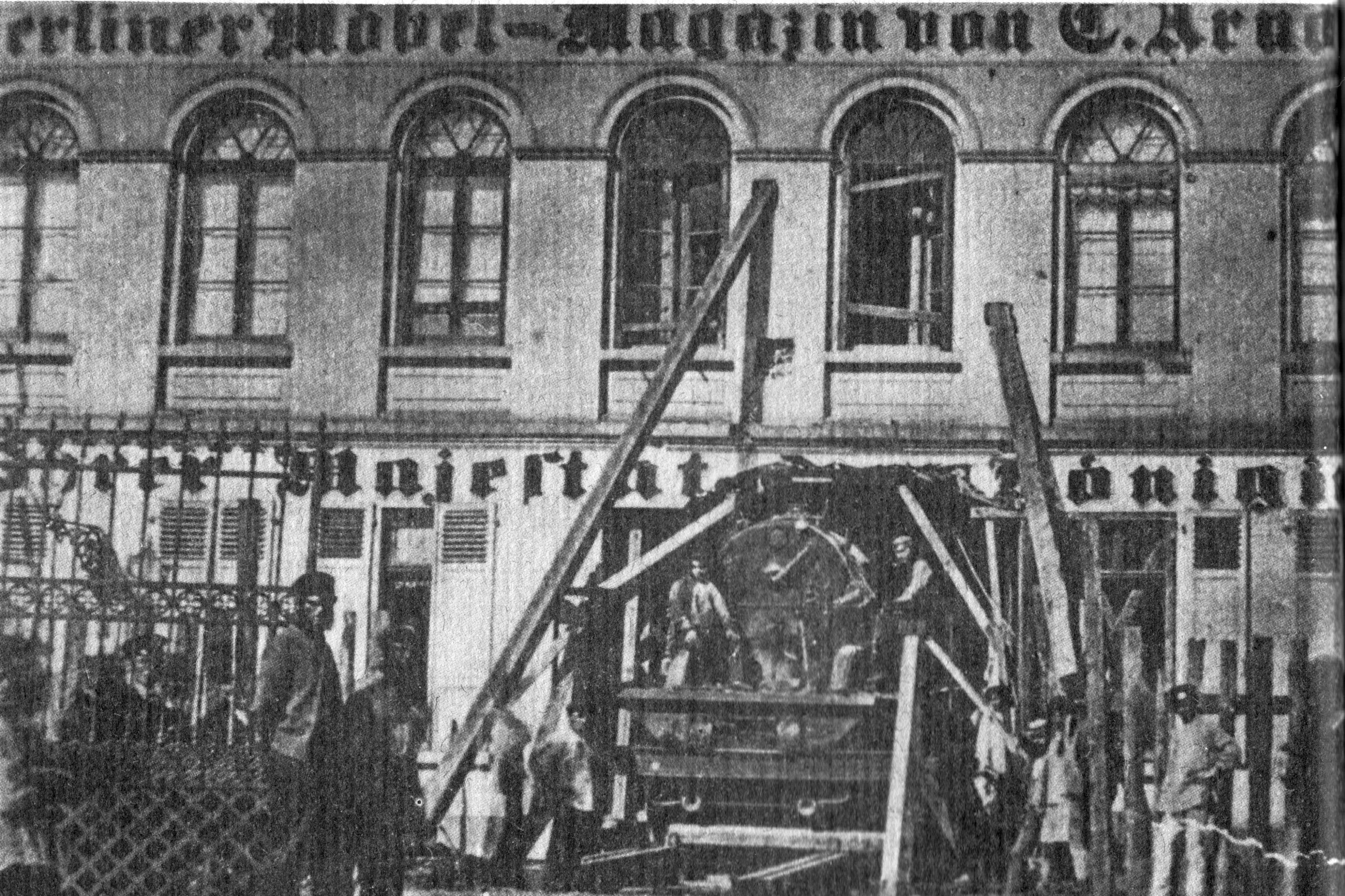
Im August 1873 durchbrach ein Schnellzug mit Lokomotive, Tender und Packwagen den Bahnhof, überquerte die Friedrichstraße bis in das Haus der Möbelhandlung Arnold

Auf Beschluss des Provinziallandtages der Rheinprovinz vom 14. Dezember 1882 wurde das Gebäude Friedrichstraße 60 als Wohnsitz für den Landesdirektor Wilhelm Klein gekauft. Dieser hatte hier bis 1895 seinen Dienstsitz. Danach wurde das Gebäude 1896 zum Hauptsitz der Landesbank der Rheinprovinz umgebaut. 1884 wurden vom „Provinzialverband der Rheinprovinz“ als Eigentümer die Gebäude Friedrichstraße Nr. 66–70 errichtet. Ab 1897 war die „Provinzial-Feuer-Sozietät“, die spätere „Provinzial-Feuerversicherungsanstalt“, Eigentümer dieser Gebäude und hatte hier ihre Hauptverwaltung.
Die Straße „Fürstenwall“ war 1882 zwischen Gebäude Nr. 60 und 62 bereits belegbar. Die östliche Begrenzung des „Kirchplatzes“ an der Friedrichstraße lag zwischen den Grundstücken Nr. 81 und 83. Die Kirchfeldstraße wurde erstmals im Adressbuch von 1885 zwischen den Gebäuden Nr. 88 und 90 angeführt. Die Bebauung endete an der Bilker Allee mit den Gebäuden Nr. 109 und Nr. 118.
Gegen Ende der 1880er Jahre war die Entwicklung der Friedrichstadt im westlichen Bereich mit der Friedrichstraße weitgehend abgeschlossen. Bis 1888 waren an der Straße 121 Gebäude errichtet worden, in denen 1625 Bewohnern lebten. Die Friedrichstraße endete an der Bilker Allee, mit der Brunnenstraße als südliche Fortsetzung. Das Gebiet südlich der Bilker Allee war dieser Zeit ein Gewerbegebiet, in dem diverse Eisengießereien und andere gewerbliche Unternehmen lagen. Im Norden begann die Straße unverändert am östlichen Ende von der Thurmstraße und an dem Stationsgebäude der „Düsseldorf-Elberfelder Eisenbahn“.

### Ab 1892
Bis Anfang der 1890er Jahre lagen die Gleise der Bergisch-Märkische Eisenbahn-Gesellschaft (Nachfolgegesellschaft der Düsseldorf-Elberfelder Eisenbahn) und der Köln-Mindener Eisenbahn unverändert südlich der alten Kernstadt. Sie verliefen vom Osten im Bereich der späteren Graf-Adolf-Straße bis zum Anfang der Friedrichstraße. Während die Köln-Mindener Eisenbahn am Stationsgebäude vor der Thurmstraße endete, verliefen die Gleise der Bergisch-Märkischen Eisenbahn-Gesellschaft weiter parallel zur Haroldstraße nach Westen in Richtung Rheinufer und von dort weiter zur Hammer Eisenbahnbrücke. Durch Lage dieser Gleistrasse der Eisenbahn war zunehmend der Straßenverkehr zwischen altem Zentrum und den neuen südlichen Stadtbereichen behindert.

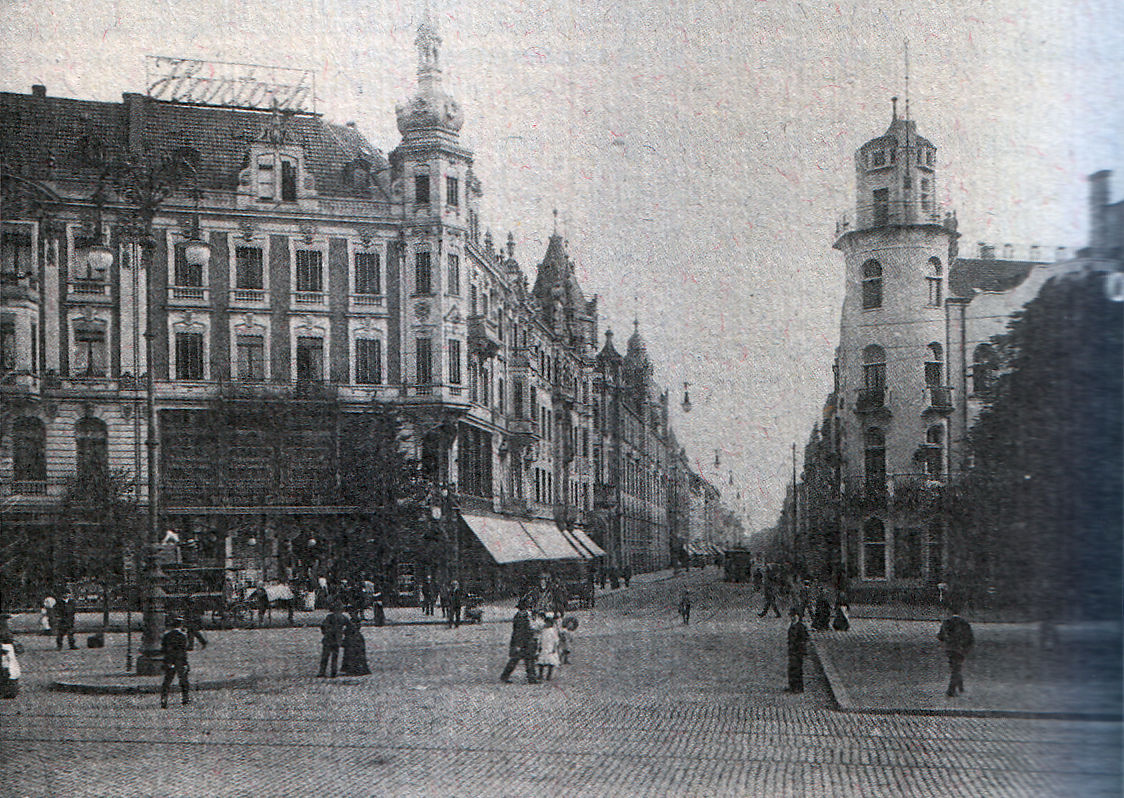
Düsseldorf, Friedrichstraße, Warenhaus Hartoch (links), nach 1900

Ab etwa 1890 wurde deshalb eine neue Trasse, die im äußersten Südosten des Stadtbereiches „Stadtmitte“ begann, angelegt. Sie führte im südlichen Bogen um den neuen Stadtbereich Friedrichstadt und als Grenze zwischen Bilk und Unterbilk zur Hammer Eisenbahnbrücke am Rhein. Ein deutlich östlicher gelegener neuer Bahnhof lag am Beginn des Bogens. Nach der Inbetriebnahme dieses Hauptbahnhofs am 1. Oktober 1891 konnten die bisherigen westlich verlaufenden Gleisanlagen mit ihren Bahnhöfen und sonstiger zugehöriger Infrastruktur stillgelegt und abgerissen werden. Die Graf-Adolf-Straße wurde neu auf der ehemaligen Gleistrasse angelegt und begann als Fortsetzung der Thurmstraße in Höhe der Friedrichstraße. Der neuen Bahntrasse wurde auch die erweiterte südöstliche Begrenzung der Friedrichstadt angepasst.
1891 wird erstmals in einem Stadtplan, der dem Adressbuch beigefügt war, das südliche Ende der Friedrichstraße mit „an der Bahnüberführung“ am Bilker Bahnhof angegeben. Die Brunnenstraße begann entsprechend nun ebenfalls erst am Bahnübergang. In diesem Stadtplan war zudem auch die zusätzliche neue Adersstraße, benannt nach Landgerichtsdirektor und Gründer der Adersschen Wohnungs- und Stipendienstiftung Oskar Aders, eingezeichnet. Der Beginn der Friedrichstraße konnte durch Abriss des Stationsgebäudes etwas nach Norden verlegt werden und ermöglichte die Anlegung dieser neuen zusätzlichen Querstraße.
Von 1892 bis 1894 wurden für die Grundstücke Friedrichstraße Nr. 2 und 4 noch die Zuständigkeit des Eisenbahnfiskus angeführt, allerdings 1894 mit dem Zusatz „neue Baublöcke“ für Nr. 2 und 4. Ab 1895 wurden private Eigentümer für die Gebäude Nr. 2 und 4a an der Friedrichstraße angegeben. Ende 1895 befand sich das Zweitgeschäft des Warenhaus der Gebr. Hartoch in der Nr. 2. Nach Gebäude Nr. 4a wurde vor dem nächsten Nr. 6 zusätzlich die neue Querstraße „Adersstraße“ nördlich vor der Luisenstraße aufgelistet.

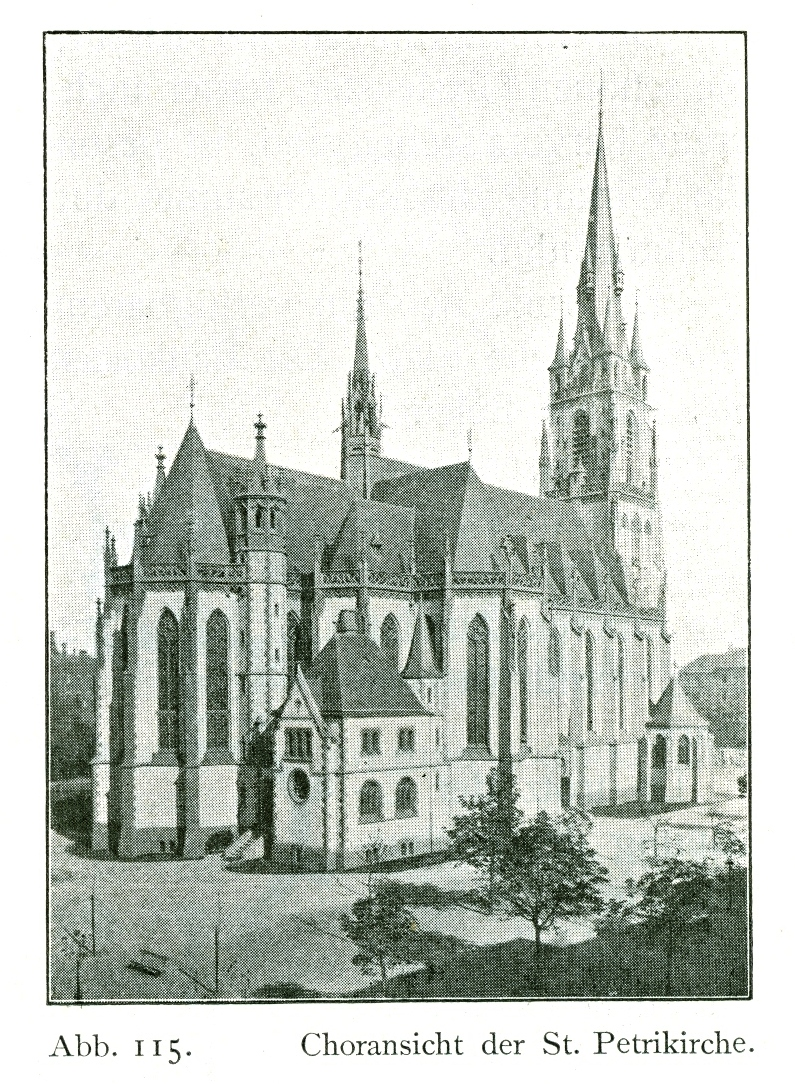
Kirche St. Peter in Düsseldorf-Friedrichstadt um 1900

1900 wurden für die östliche Bebauung am Anfang der Friedrichstraße folgende Grundstücksnummern angeführt: Das erste Gebäude hatte die Nr. 2 gefolgt von 2a. Hier befand sich eine Filiale des Warenhaus der Gebrüder Hartoch. Danach begann die Adersstraße gefolgt vom Gebäude Nr. 4. In diesem Gebäude hatte die „Invaliditäts- und Altersversicherung der Rheinprovinz“ ihren Sitz. Es folgte der Beginn der Luisenstraße und danach mit Gebäude Nr. 6 die weitere Bebauung bis Nr. 28c an der Herzogstraße. Vor der Kreuzung mit der Fürstenwallstraße hatte im Gebäude Nr. 60 die „Landesbank der Rheinprovinz“ seit 1896 ihren Firmensitz. Das nach dem Eckgebäude auf der Fürstenwallstraße liegende Gebäude Nr. 154 gehörte ebenfalls zur Landesbank. Ab 1902 wurde das Eckgebäude Friedrichstraße Nr. 4 nur noch unter „Adersstraße Nr. 1“ geführt, da nach Friedrichstraße 2a und den beiden abgehenden Querstraßen nun das Eckgebäude Nr. 6 nach der Luisenstraße folgte. Weiterhin war der Name der Invaliditäts- und Altersversicherung in „Landesversicherungsanstalt der Rheinprovinz“ geändert worden.
Bereits 1889 war für die inzwischen im Bereich der Friedrichstraße zahlreich lebenden Katholiken auf dem Kirchplatz eine Notkirche kurzfristig errichtet worden. Diese wurde durch die von 1895 bis 1898 errichtete große Kirche St. Peter abgelöst. Der südliche Bereich der Straße nach der Bilker Allee war inzwischen auch weitgehend erschlossen. Auf der Ostseite der Straße waren Wohngebäude errichtet worden. Nur südlich der Bachstraße lag auf dem letzten Grundstück Nr. 150 noch das Emaillierwerk von „Weismüller. B. G. & Cie.“. Auf der westlichen Seite lagen in diesem Bereich zwischen Kirchfeldstraße und Bilker Allee Firmen wie die Eisengießerei F. Schwarz und auf Grundstück Nr. 139 südlich der Bachstraße die Firma „Hasenclever. C. W. Söhne“.

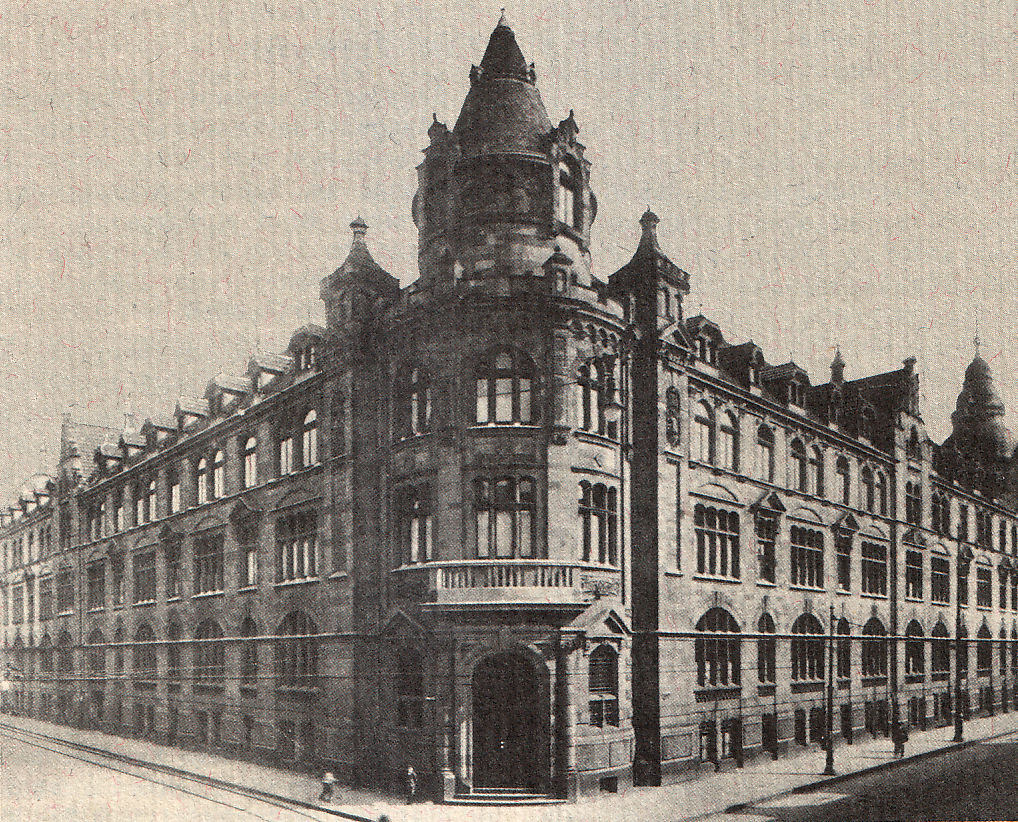
LVA Rheinprovinz, Eingang Friedrichstraße Ecke Adersstraße 1, nach 1900

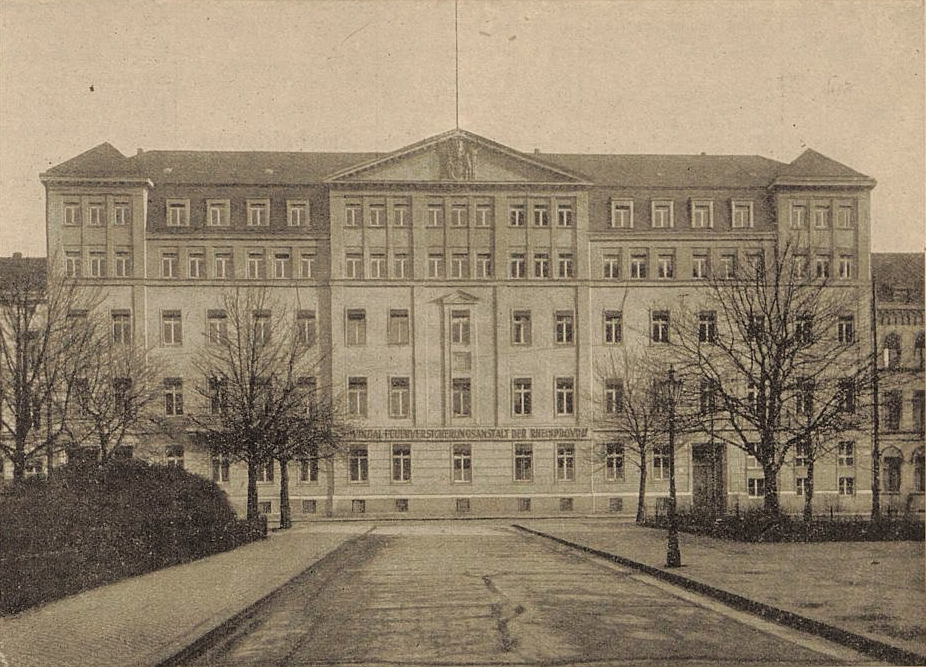
Verwaltungsgebäude der Provinzial-Feuerversicherungsanstalt der Rheinprovinz, Friedrichstraße 70/74 (am Kirchplatz), 1936

Um die Jahrhundertwende wurde der nördliche Bereich am Bilker Bahnhof für die Güterabfertigung ausgebaut. Im quadratischen Bereich zwischen Bachstraße, Bahndamm, Westteil der Güterstraße und Friedrichstraße lagen unverändert noch Firmen. Im Stadtplan von 1905 erstreckt sich das Bahngelände bis zur Bachstraße mit mehreren Gleisen und Güterschuppen. Zusätzlich war eine „Güterstraße“ vor der östlichen Grenze des Geländes bereits vor 1902 angelegt worden. Diese Stichstraße übernahm die Verkehrsanbindung für den Gütertransport vom und zum Güterbahnhof. Die Straße führte im Bogen von der Bachstraße bis zum südlichen Ende der Friedrichstraße am Bahnübergang.
1905 ist Hasenclever zwar noch Eigentümer von Grundstück Nr. 129 (vorher Nr. 139) an der Friedrichsstraße, aber in den beiden Gebäuden 129 + 139 ab der Bachstraße bis zur Güterstraße hatten inzwischen Fuhrwerksfirmen ihre Niederlassungen. 1905 erweiterte die Landesbank für die Rheinprovinz durch Umbau ihre Geschäftsräume auf der Friedrichstraße von Grundstück Nr. 60 um die Grundstücke Nr. 56 bis 58. Das Grundstück Fürstenwall Nr. 154 gehörte weiterhin zu diesem Gebäudekomplex der Bank.
1906 wurde die Straßenbahn, die bisher über der Friedrichstraße zum Floragarten führte bis zum Karolinger Platz verlängert. Durch den Bahnübergang am Ende der Friedrichstraße / Beginn der Brunnenstraße wurde der Straßenverkehr auf dieser stark benutzten Nord-Süd-Achse zunehmend behindert. Zur Lösung dieses Problems wurden 1916 Straßenverbindung und Eisenbahntrasse umgebaut und mit einem Überführungsbauwerk ein kreuzungsfreier Verkehr ermöglicht.
Anfang der 1910er Jahre wurde der Bereich der Güterabfertigung nach Osten bis kurz vor der Friedrichsstraße verlängert und die Güterstraße aufgehoben. Die Güterstraße wird nur noch bis 1912 im Straßenverzeichnis von Düsseldorf angeführt. Im Verzeichnis von 1913 ist sie nicht mehr enthalten, da der Umbau und die östliche Verlängerung der Güterabfertigung zu dieser Zeit durchgeführt wurde. Im Stadtplan von 1924 sind Gleise und Kasematten in diesem Bereich der Güterabfertigung und deren Lagereinrichtungen bis vor der Friedrichsstraße eingezeichnet.
In den 1930er Jahren war die Friedrichstraße wie auch aktuell eine wichtige Straßenverbindung für den Verkehr zwischen dem Stadtbereichen im Süden der Stadt und dem Zentrum. Die Straßenbahnlinien 1 und 17 übernahmen den Nahverkehr in diesem Bereich. Eine Vielzahl von Geschäften für den täglichen und langfristigen Bedarf hatten hier ihre Läden. Auch der Stern-Verlag unterhielt in Gebäude Nr. 26 bereits seit Ende der 1920er Jahre seine Niederlassung. Wichtige Arbeitgeber mit ihren Verwaltungszentren waren die Niederlassungen der „Landesversicherungsanstalt der Rheinprovinz“ (im Gebäudekomplex Nr. 1 Adersstraße), der „Landeszentralbank der Rheinprovinz“ ab 1935 umgewandelt in die „Rheinische Girozentrale und Provinzialbank“ (im Gebäudekomplex Nr. 56–60 und Nr. 154 Fürstenwall) und der „Provinzial-Feuerversicherungsanstalt der Rheinprovinz“ (im Gebäudekomplex Nr. 66–74). Daneben waren auch zwei Kinos (Alhambra-Lichtspiele im Gebäude Nr. 13–15 und Kristallpalast im Gebäude Nr. 18–20), Gaststätten/Restaurants und Hotels (beispielsweise in den Gebäuden Nr. 1, 3, 27, 55, 118, 127 und 128) vorhanden.
Mit mehr als 800 Sitzplätzen waren die Alhambra-Lichtspiele eines der größten Kinos der Stadt. Leiter des Hauses war Franz Bruckmann, der Bruckmann & Co. AG. Errichtet hatte es der Architekt Oskar Rosenthal, der auch UFA-Häuser plante. Bei seiner Eröffnung am 14. Oktober besaß es feinste Kinotechnik, zum Beispiel eine Vorführkabine mit drei Projektoren der Leitz-Mechau-Werke. Ein „viel gelobter“ Hauskapellmeister sorgte für die musikalische Untermalung der Stummfilme. Der Mindesteintrittspreis betrug 70 Pfennige, abends 90 Pfennige. Vorgänger-Gebäude an dieser Adresse waren die Schaumburg-Lichtspiele, die Homann-Lichtspiele, der Düsseldorfer Vergnügungspalast D.V.P. und „Alt-Düsseldorf“ aus dem Jahr 1910.

### Ab 1945

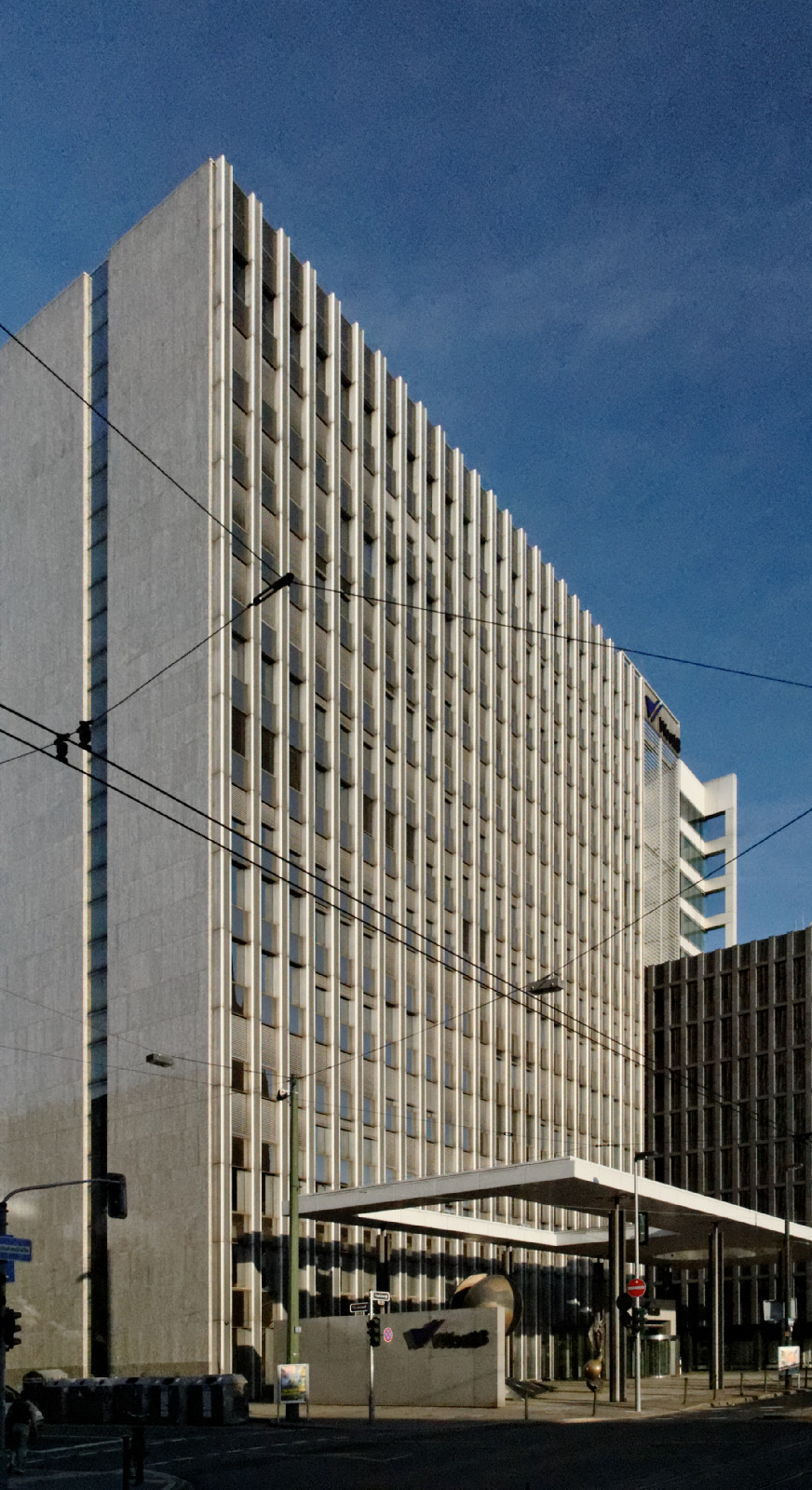
Ehemaliges Gebäude der Provinzial Versicherung, Friedrichstraße 62–80

Wie in der gesamten Innenstadt waren auch im Bereich der Friedrichstraße im Krieg viele Gebäude stark beschädigt oder zerstört worden. Ab Ende der 1940er Jahre begann der Wiederaufbau zum Teil mit vorübergehenden Provisorien. Nachfolgend Daten zur Entwicklung von einigen größeren Gebäudebereichen:
- Friedrichstraße 1. An Stelle des zerstörten Hotels Europäischer Hof wurde ein großes Geschäftshaus mit vielen Einzelläden gebaut. Dieses neue Gebäude erstreckt sich von der der Westseite der Friedrichstraße bis zur Nordseite des Graf-Adolf-Platzes. Nur letzterer Bereich gehört postalisch zum Graf-Adolf-Platz und hat die Hausnummer 6.
- Friedrichstraße 6. Das im Krieg zerstörte Gebäude der LVA der Rheinprovinz Adersstraße Nr. 1 wurde 1978 durch einen neuen Hochhauskomplex, der von 1972 bis 1978 erstellt wurde, ersetzt. Diese neue Zentrale der „Deutschen Rentenversicherung Rheinland“ in Düsseldorf erstreckt sich über das gesamte Areal zwischen Friedrichstraße und Königsallee begrenzt von den Querstraßen Adersstraße und Luisenstraße. Der Komplex besteht aus mehreren unterschiedlich hohen Gebäudeteilen und war mit 122,7 m Gebäudehöhe für längerer Zeit das höchste Gebäude in Düsseldorf. Bis auf einen viergeschossigen Gebäudeteil, der zwischen Adersstraße und Luisenstraße an der Friedrichstraße liegt, der postalisch die Nummer Friedrichstraße 6 hat, wird der gesamte übrige Komplex unter Königsallee Nr. 71 geführt.
- Friedrichstraße 13-15.[39] Nach einer durch den Krieg bedingten Unterbrechung wiedereröffneten im Jahr 1949 an gleicher Stelle die Alhambra-Lichtspiele. Im Jahr 1968 schloss das Kino endgültig; die Düsseldorfer Lebensmittelkette Otto Mess wandelte es anschließend in einen Supermarkt um. Nach der Übernahme durch die Rewe Group firmierte der Supermarkt unter dem Namen Minimal, später als Rewe. Zuletzt befindet sich dort der Drogeriemarkt DM.
- Gebäudekomplex Friedrichstraße Nr. 40–56. Die Gebäude der ehemalige Hauptverwaltung der Rheinischen Girozentrale und Provinzialbank auf der Friedrichstraße 56–60/Fürstenwall Nr. 154 (alte Nummern) wurden von 1949 bis 1952 wieder neu aufgebaut.[40] Zum 1. Januar 1969 folgte mit der Landesbank für Westfalen Girozentrale die Fusion zur „WestLB“. Ab den 1970er Jahren wurde das restliche Gelände bis zur Talstraße, begrenzt von den Querstraßen Herzogstraße und Fürstenwall, von der WestLB erworben und eine neue Konzernzentrale nördlich vor den alten Gebäuden, die vor dem Fürstenwall liegen, errichtet. Wegen ihrer Terrassenform und der Ausrichtung der Neubauten zur Herzogstraße hin wird dieser Neubaubereich „Herzogterrassen“ genannt. Postalisch wird dieses Terrassenhaus auf der Herzogstraße unter Nr. 15 geführt, während die Gebäudeteile, die an der Friedrichstraße liegen mit Nr. 40 und 40a bis 40d erfasst werden.
- Gebäudekomplex Friedrichstraße Nr. 62–80. Von dem Gebäudekomplex Friedrichstraße Nr. 66–74 (alte Nummern) wurde das Hauptgebäude 1943 zerstört. Der ehemalige Speisesaal der „Provinzial Feuerversicherungsanstalt der Rheinprovinz“ in einem nicht zerstörten Teilgebäude wurde Ende 1945 durch Umbau zu einem Theatersaal. Bereits am 12. Dezember 1945 wurde der Theaterbetrieb in dem „Neues Theater“ genanntem Provisorium aufgenommen. Bis 1947 musste der Theatersaal überwiegend der Militärregierung überlassen werden, aber ab der Spielzeit 1947/48 endete diese Phase.[41]

Ab 1951 firmierte die Gesellschaft unter „Provinzial Feuer- und Lebensversicherungsanstalt“. Bis 1953 wurde für die Provinzial Versicherungsanstalt, auch kurz „Provinzial“ genannt, ein neues Gebäude an der Friedrichstraße errichtet und bezogen. 1995 erfolgte ein Umzug in eine neu errichtete Konzernzentrale in Düsseldorf-Wersten. Das bisherige Gebäude auf der Friedrichstraße nutzten neben der Tochterfirma, der Provinzial „Sparkassen DirektVersicherung“, weitere Abteilungen, die zur WestLB gehörten.
- Friedrichstraße Nr. 152, das letzte Grundstück auf der östlichen Straßenseite vor dem Bahndamm war bis 1945 Standort des Stanz- und Emaillierwerkes der Firma B. G. Weismüller & Co. (damals noch mit der Grundstücksnr. 150). Nach dem Krieg wurde nach Instandsetzung des Werkes zuerst der Betrieb wieder fortgesetzt, später aber die Firma aufgelöst, das Gelände verkauft und die Werksgebäude abgerissen.[43] Nach Errichtung eines neuen Gebäudes eröffnete die Kaufhauskette Real auf dem Grundstück eine ihrer Düsseldorfer Warenhausfilialen mit einem vorgelagerten ebenerdigen Parkplatz.

Neben den vorstehend angeführten größeren Gebäudekomplexen, die umgebaut wurden und neue Adressen erhielten, wurden nach dem Krieg beim Wiederaufbau teilweise auch weitere neue Straßenzuordnungen vorgenommen. Beispielsweise änderte sich die Zuordnung für das südöstliche Eckgebäude am Anfang der Luisenstraße. Statt der alten Hausnummer Friedrichstraße 6 hat aktuell das Eckgebäude die Anschrift Luisenstraße Nr. 1a gefolgt vom Gebäude Friedrichstraße Nr. 8.

### Ab 2000

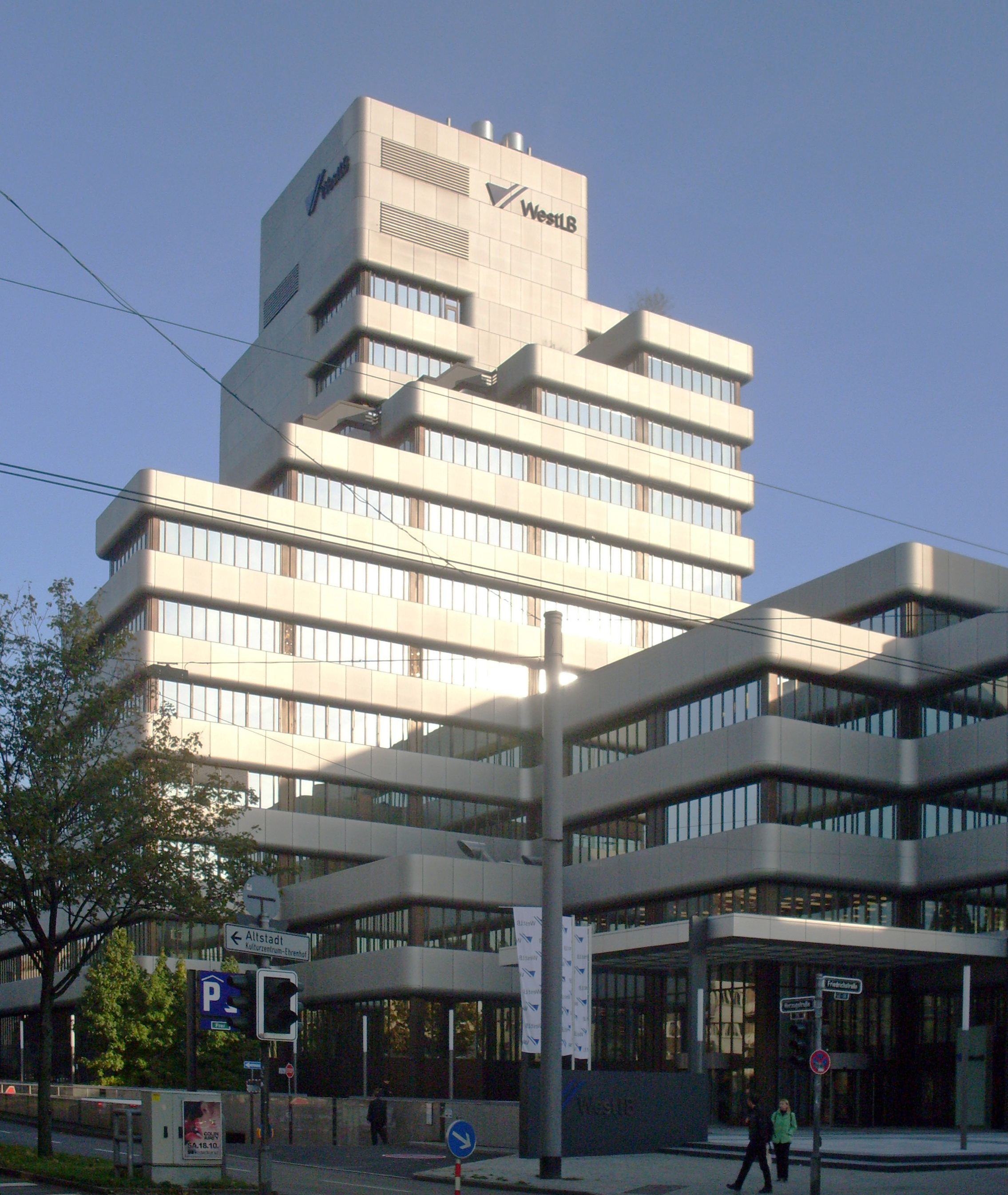
Düsseldorf-Friedrichstadt Herzogterrassen

Wie in der gesamten Innenstadt von Düsseldorf begann auch im Bereich der Friedrichstraße nach der Jahrtausendwende eine Veränderungsphase, der neben Änderungen in der Firmenstruktur auch den Abriss und Neubau von Gebäuden beinhaltete. Verstärkt wurde dies ab Januar 2012 durch die Unternehmenskrise und die – von der EU-Kommission geforderte – Liquidation der WestLB. Durch die Aufteilung der WestLB war der Bereich zwischen den Querstraßen Herzogstraße und Kirchfeldstraße stark betroffen, hier gingen rund 3000 Arbeitsplätze verloren, die zu einer nachteiligen Konversion in der Straße beitrugen. Die aus den Resten der WestLB Anfang 2012 neu gebildete Gesellschaft, der Finanzdienstleister Portigon AG, verkaufte alle übernommenen Gewerbeimmobilien von der WestLB im Bereich der Friedrichstraße und der Elisabethstraße Ende Januar 2014 an einen Immobilieninvestor.

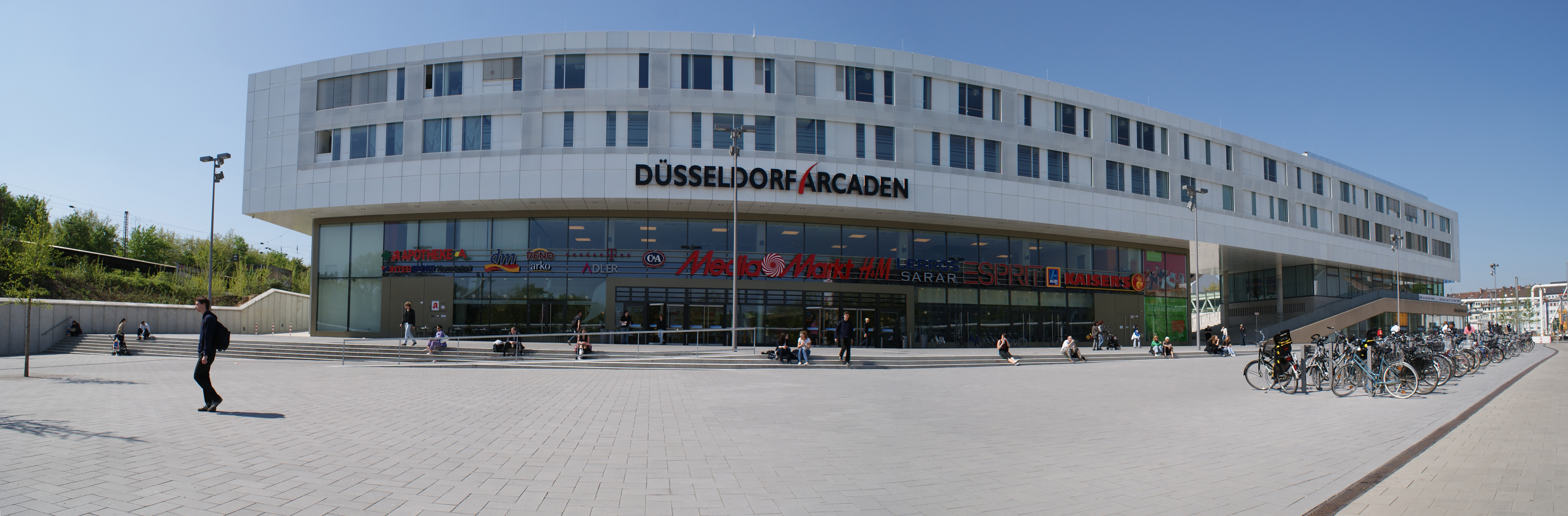
Düsseldorf Arcaden

Das erste große Neubauprojekt war die Errichtung der Düsseldorf Arcaden am Südwestende der Friedrichstraße ab 2007. Von der Deutschen Bundesbahn war der Bilker Güterbahnhof mit den Kasematten zu Beginn der 1990er Jahre stillgelegt worden. Hierdurch entstand am Rande der Düsseldorfer Innenstadt ein größeres Abbruchgebiet, für das eine neue Verwendung erforderlich war. Es kam hierüber zu jahrelangen kontroversen Diskussionen sowohl im Stadtrat wie auch bei der Bevölkerung für die zukünftige Entwicklung der Brache. Um 2003 wurde für das gesamte Gebiet ein Gesamtkonzept erstellt, das sowohl den Bau eines Einkaufszentrums, neue Wohnungen, Park- und Freiflächen wie auch die Einbeziehung des Bereichs für den geplanten U-Bahn-Tunnelein- und Ausgang beinhaltete. Nach einer zusätzlichen Befragung der Bevölkerung Anfang 2007 erfolgte im September 2007 die Grundsteinlegung für die Realisierung. Mit einem Bürgerfest wurden am 20. September 2008 die Düsseldorf-Bilk-Arcaden, ab 2014 in Düsseldorf Arcaden umbenannt, eröffnet. Weitere Details zu den → Düsseldorf Arcaden
Ein weiteres Ereignis, das die Situation im Bereich der Friedrichstraße stark beeinflusste, war die Finanzkrise ab 2007, deren Auswirkungen auch aktuell noch weiter nachwirken. Diese führte zum 30. Juni 2012 zur Zerschlagung der WestLB und der Aufspaltung in drei Nachfolgegesellschaften. Durch den kurzfristigen starken Personalabbau der bisherigen über 4000 Mitarbeiter an diesem Standort waren zwangsläufig negative Effekte für die Kaufkraft und damit die Bedingungen des Einzelhandels im Bereich der Friedrichstraße verbunden. Die Wiederverwertung der umfangreichen und hochwertigen Geschäftsräume beanspruchte Zeit. Nachfolgende Änderungen sind bisher erfolgt:Stand Februar 2018

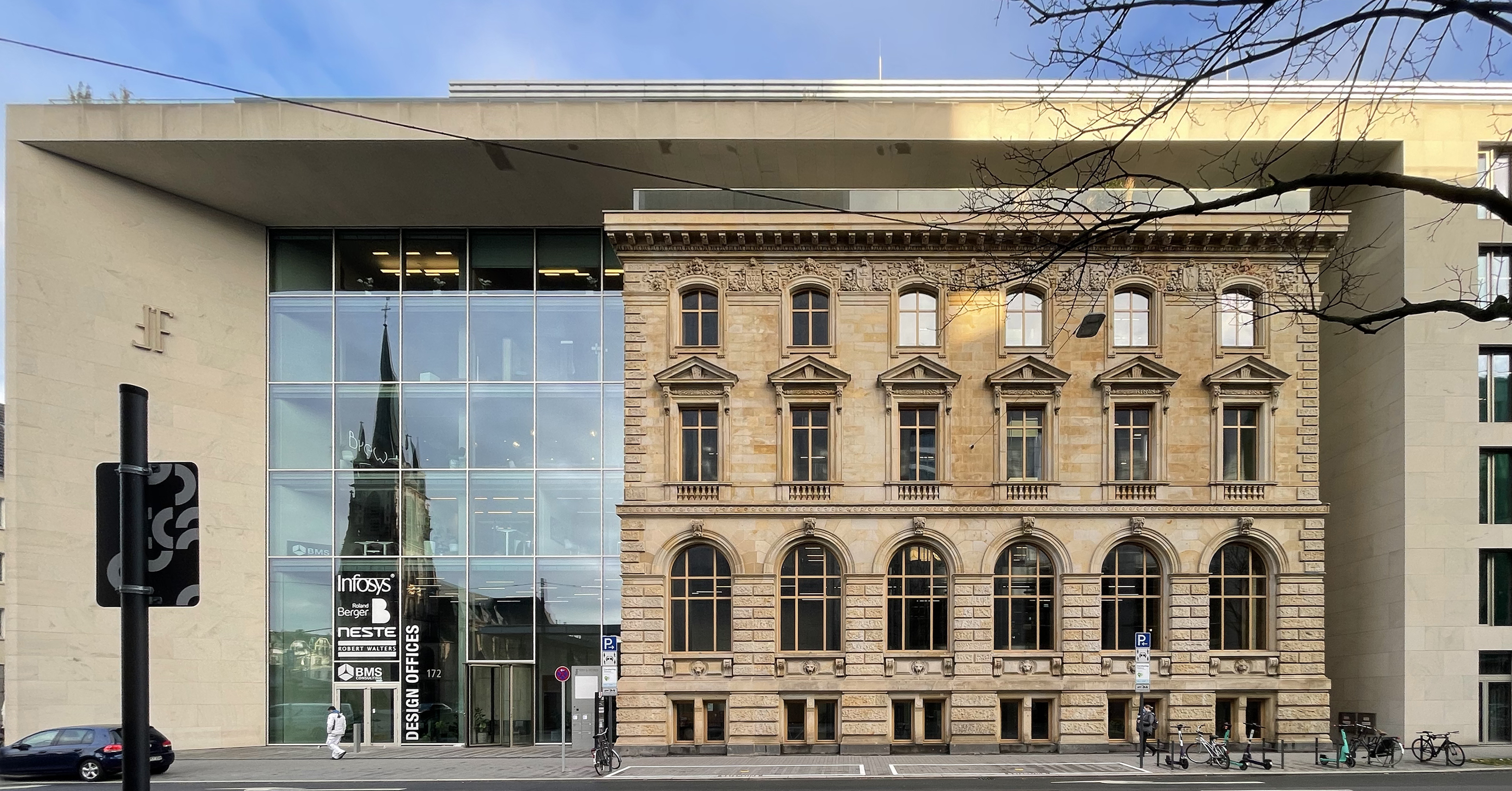
Fürst & Friedrich, Fürstenwall 172, (2022)

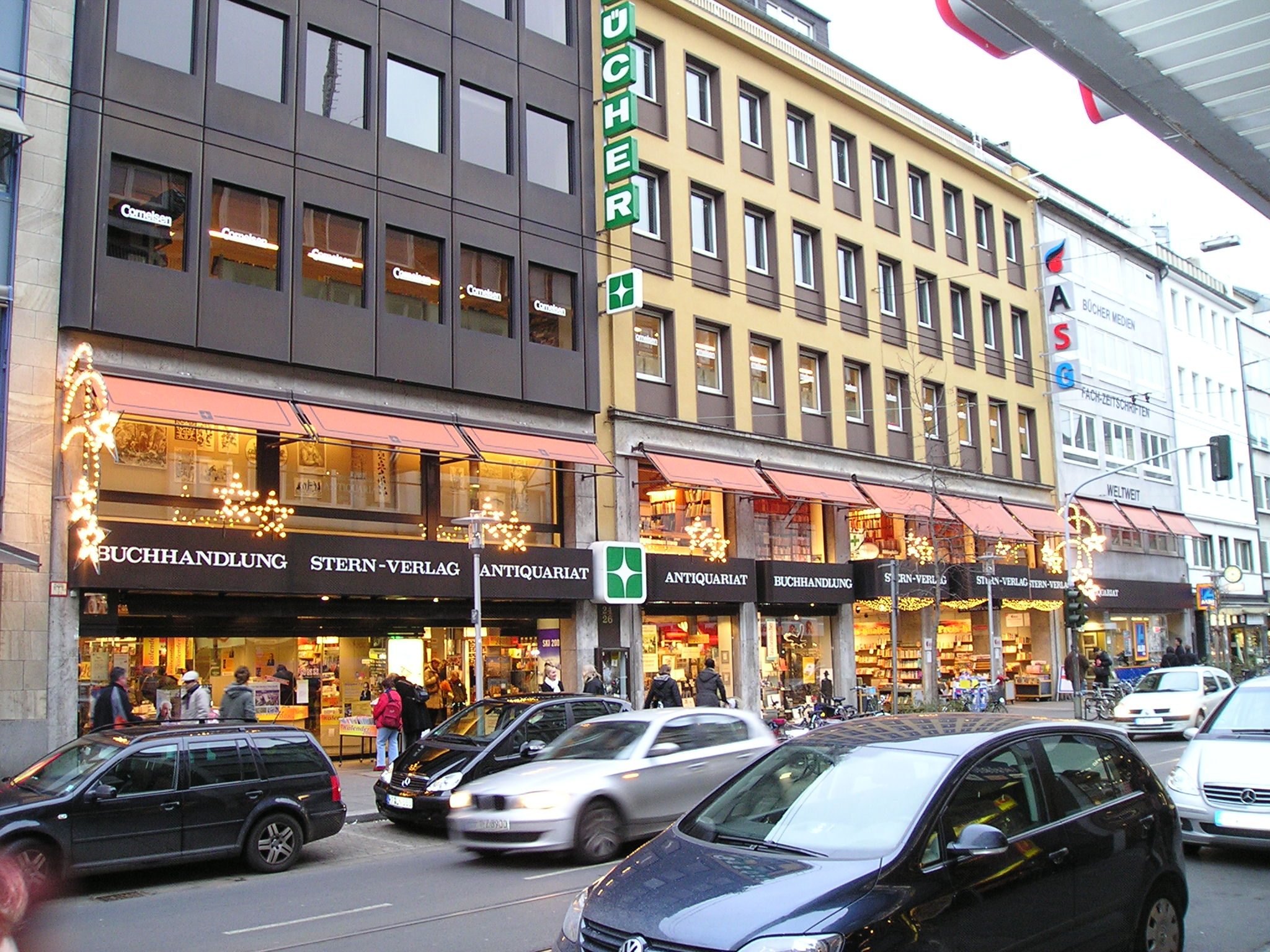
Stern-Verlag (2007)

- Das von Portigon verkaufte Terrassengebäude an der Herzogstraße ist an diverse neue Firmen vermietet worden.[48] Die davorliegenden älteren Gebäude an der Friedrichstraße/Ecke Fürstenwall bis zur Talstraße werden durch neue sechs- oder siebengeschossige Geschäfts- und Bürohäuser ersetzt.[49][50] Die nach 1945 wieder hergestellten beiden historischen Gebäude Friedrichstraße Ecke Fürstenwall Nr. 56–60 und Fürstenwall Nr. 154 (alte Gebäudenummer) wurden mit den weiteren Häusern bis zur Talstraße für diesen neuen Gebäudekomplex ab Januar 2017 abgerissen. Lediglich die klassizistische Fassade vom Gebäude am Fürstenwall (ehemals Fürstenwallstraße 154), das 1894 bis 1895 nach Plänen von Hermann vom Endt errichtet wurde, blieb erhalten und wurde in die neue breite Glasfassade integriert. Dieser historische Fassadenteil ist mit Bezug auf die damals hier residierende ehemalige „Landesbank der Rheinprovinz“ und deren fünf Regierungsbezirken im oberen Gesimsbereich mit den Stadtwappen von Aachen, Düsseldorf, Trier, Koblenz und Köln geschmückt. Die Grundsteinlegung für den neuen Gebäudekomplex, mit der von der Lage abgeleiteten Bezeichnung „Fürst & Friedrich“ erfolgte im Januar 2018.[51][52]
- Die verkauften Bürogebäude am Fürstenwall östlich vom Kirchplatz wurden nach 2012 zuerst von der Portigon AG weiterbenutzt. Nach dem Auszug einer ersten Tochterfirma der Portigon, der „Portigon Financial Services“, Ende 2013 wurden Teile des Komplexes umgebaut und sind seit 2014 Sitz des NRW-Innenministerium am Standort Friedrichstraße Nr. 62–80.[53] Seit dem Auszug der Portigon Ende 2016 sind die letzten Aktivitäten der ehemaligen WestLB an der Friedrichstraße erloschen.
- Ein weiteres Ereignis, das das Erscheinungsbild der Straße veränderte, war die Schließung des Stern-Verlags vom 31. März 2016 auf der Friedrichstraße Nr. 24–26. Nach der Geschäftsaufgabe dieses großen Verlages und Buchhandlung ist bisher nicht geklärt, was mit der weitläufigen Immobilie, die sich bis zur Talstraße erstreckt, geschehen wird.[54]

## Ausblick
Die Friedrichstraße befindet sich zurzeit im Umbruch und soll laut der ersten Planung der Stadt ab 2018 umgebaut werden, was sich aber deutlich verschiebt. Durch den Fortfall der oberirdischen Straßenbahn seit Anfang 2016 ist eine Überarbeitung der Straße notwendig. Erste Pläne für die Ausführung waren bereits 2013 von der Stadt vorgelegt worden. Wegen der Berücksichtigung von Einsprüchen aus der Bevölkerung und der betroffenen Ladenbetreiber wurde der ursprüngliche geplante Ausführungstermin von Ende 2015 verschoben. Bereits 2016 wurde zuerst auf zwei Teilbereichen der Friedrichstraße nördlich der Herzogstraße ein breiter Radweg auf den vorher vorhandenen drei Autospuren angelegt. Die breite Radspur hat aber bisher wegen starker Behinderungen durch den Autoverkehr den Ruf eines „Chaos-Radwegs“. Die Behinderungen betreffen nicht nur die Radfahrer, sondern auch den sich selbst behindernden Autoverkehr in den zweispurigen Bereichen. Auch der übrige Bereich der Friedrichstraße bis kurz vor dem Bahndamm wird mit dieser breiten Fahrradspur umgebaut. Die derzeitigen Planungen sehen folgende Änderungen vor:(Stand Juni 2017)
- Entfernung der Straßenbahngleise und Anlegen von zwei Autospuren und einer breiten Fahrradspur.[Anm. 4][61]
- Änderung der derzeitigen teilweise vorhandenen Parkstreifen an den Straßenseiten für Autos mit Anlegung von Ladezonen für Lieferwagen, Einrichtung von Parkzonen für Kurzzeitparken und Parkeinrichtungen für Fahrräder
- Verbreiterung der Bürgersteige, die die Anlegung von Bereichen für Straßencafés ermöglichen, sowie Pflanzung von Straßenbäumen

Im Februar 2019 beginnen die Umbauarbeiten am Bilker S-Bahnhof zum Regiohalt Bilk mit dem Ziel, ab Dezember 2020 dort Regionalexpresszüge halten zu lassen. Die Zahl der Ein- und Aussteiger erhöht sich dann voraussichtlich von 10.700 auf 21.000. Dies ist für den Stadtteil und die Friedrichstraße von großer Bedeutung.
Im Frühjahr 2018 gründete sich „Die Friedrichs“, eine Initiative der Anrainer der Friedrichstraße, die im Oktober 2018 mit ihrem ersten Fest „Dein Abend auf der Friedrichstraße“ für ihren Standort warben. Für 2019 sind weitere Aktionen angedacht.